# Shinpan
O Shinpan Daimyō (亲藩) eram Daimyōs que eram parentes dos Tokugawa e que não tinham ascendência ao Trono do Crisântemo. Enquanto todos shinpan eram parentes do shogun, nem todos os parentes do shogun eram shinpan , um exemplo disso é o  Ramo  Matsudaira de Okutono. Os Shinpan Daimyō também eram conhecidos como Kamon Daimyō (家门大名) - parentes que não  eram Daimyō, como o Gosankyō também eram conhecidos como Kamon. Entre os Shinpan se incluem a Gosanke , o Ramo Matsudaira de Aizu , e o de Fukui .